# Rio Isle
O rio Isle (em occitano:  Eila) é um rio com 255 km de comprimento, localizado nos departamentos de , região da Aquitânia, sudoeste de França. É afluente pela margem direita do rio Dordogne, sendo a confluência perto de Libourne. Nasce na parte noroeste do Massif Central, perto de Nexon, a sul de Limoges. Corre para sudoeste através dos seguintes departamentos e comunas:
- Departamento de Haute-Vienne: Le Chalard
- Departamento de Dordogne: Périgueux, Mussidan
- Departamento de Gironde: Libourne

Entre os seus afluentes estão os rios Auvézère, o Loue, o Beauronne e o Dronne.